# فضيحةالاعتداء الجنسي في أبرشية شيكاغو
فضيحة الاعتداء الجنسي في أبرشية شيكاغو
أو فضيحة الاعتداء الجنسي في ألأبرشية ألكاثوليكية في شيكاغو
فضيحة الاعتداء الجنسي في أبرشية شيكاغو فصلا رئيسيا من سلسلة من حالات الاعتداءات الجنسية الكاثوليكية في الولايات المتحدة وأيرلندا.

## دور جوزيف برناردان
وكان ألمطران جوزيف برناردان بين الكرادلة الولايات المتحدة أو الأساقفة ألذين حاولوا مواجهة قضية الاعتداء الجنسي الكاوليكية من قبل رجال الدين.
انه تكيف أيضا موقفا قويا بشأن حالات الاعتداء الجنسي داخل رجال الدين من خلال تنفيذ أقوى، وسياسة أكثر شمولا بشأن الكهنة المتهمين بسوء السلوك الجنسي مع القاصرين.

## ألمراجع
1. ↑  "Documents: Chicago archdiocese spent decades hiding priest sex abuse, putting children at risk". 21 يناير 2014.
2. ↑  وصلة مرجع: https://www.chicagotribune.com/news/breaking/ct-chicago-priest-sex-abuse-settlements-archdiocese-20190917-gi7f4l2v3reo5k43gvtsepdmma-story.html. الاقتباس: The archdiocese has paid more than $80 million since 2001 to 160 people represented by Jeff Anderson’s firm, the attorney said. That’s a large chunk of the estimated $220 million that the archdiocese had spent in total to settle such claims, the church confirmed.. الوصول: 11 يوليو 2022.
3. ↑  "ألسيرة ألذاتية لجوزيف برناردان (بالإنجليزية)". مؤرشف من الأصل في 2012-07-04. اطلع عليه بتاريخ 2010-08-08.